# Maurice Dumoncel
Maurice Dumoncel, né le 7 décembre 1919 dans le 9e arrondissement de Paris et mort le 24 décembre 2013 dans le 15e arrondissement de Paris à la maison médicale Jeanne-Garnier,, est un éditeur français, président de 1945 à 1981 puis président d'honneur des Éditions Tallandier.

## Biographie
Maurice Dumoncel est le fils de Rémy Dumoncel, mort en déportation en 1945, juste parmi les nations. Ce dernier épousa Germaine Tallandier, fille de Jules Tallandier. Maurice Dumoncel est donc le petit-fils de Jules Tallandier, fondateur des éditions du même nom.
En avril 1963, il épouse Constance de Toulouse-Lautrec-Montfa (1934-2017), chevalier de la Légion d’honneur (2010), fille de Mapie de Toulouse-Lautrec et petite-nièce du peintre Henri de Toulouse-Lautrec. De son mariage, Maurice Dumoncel a deux filles, Valérie (1964-) ancienne présidente de l'institut de sondages Office international de documentation et librairie (OIDL, 1977-2010), et Daphné (1966-2016).

## Carrière
Après une licence de lettres et un diplôme à l'École libre des sciences politiques de Paris, Maurice Dumoncel entre au ministère des Affaires étrangères en tant que chargé de mission (1944-48) avant de rejoindre les Éditions Tallandier, entreprise familiale fondée par son grand-père maternel Jules Tallandier.
Il aura chez Tallandier l'une des plus belles carrières de l'édition française en tant qu'éditeur et directeur littéraire (1945) gérant-directeur général (1959-69) et président-directeur général (1969-81) faisant de la société l'un des éditeurs nationaux les plus renommés dans le domaine historique.
Dès 1946, il relance la publication d'Historia. La revue, dont la parution fut interrompue pendant la seconde guerre mondiale, devient le leader de la presse historique française avec 300 000 exemplaires mensuels vendus dans les années 1960.
Au fil des décennies, Maurice Dumoncel crée de nombreuses collections à succès de livres et de magazines historiques, éditant les œuvres de son ami René de La Croix de Castries dit le duc de Castries, d'Alain Decaux, d'André Castelot, ou les séries en fascicules illustrés Le Journal de la France, La Seconde guerre mondiale, Les Années 40, La Guerre d'Algérie, L'Encyclopédie des fleurs et des jardins.
Après son départ en 1981, Tallandier amorce un déclin, entraînant une diminution de l'activité et une perte de son influence sur le marché concurrencé de l'édition d'histoire.
Parallèlement aux Éditions Tallandier qu'il dirige pendant près de 40 ans, Maurice Dumoncel occupe les postes d'administrateur et directeur littéraire de la Société d'éditions, publications et industries annexes (1945-50) d'administrateur du Conservatoire américain de Fontainebleau (1949-96) de la Société européenne d'éditions familiales (1952-64) de la SA Femmes d'aujourd'hui à Bruxelles (1954-76) des éditions Plon (1958-64) des éditions Grasset (1961-65) de directeur général (1961-65) et administrateur (1980-96) des éditions Fayard, de président de l'Office international de documentation et librairie (1977-93) et d'administrateur des éditions Les Belles Lettres (1980-90).
Figure emblématique de l'édition française, proche des familles Hachette et Gallimard, Maurice Dumoncel conserve la présidence d'honneur des Éditions Tallandier jusqu'à son décès, survenu en décembre 2013 à l'âge de 94 ans.

### Vie associative
- Membre du Nouveau Cercle de l'Union
- Membre du Cercle de l'Union interalliée
- Membre du Club des Cent
- Membre de l'Académie des gastronomes
- Membre des Trois-Quarts
- Membre de l'association Les Amis des Bistrots
- Président du Comité d'aide à la restauration du château de Hautefort

## Bibliothèque Tallandier-Dumoncel
Bibliophile reconnu, Maurice Dumoncel possédait une bibliothèque rare de plus de 40 000 livres, dans le château familial de Mauriac à Douzillac en Dordogne. Cette bibliothèque a fait en 2010 l'objet d'une vente exceptionnelle sur plusieurs jours, avant la cession du château lui-même en 2013 resté dans la famille Tallandier-Dumoncel pendant 126 ans.

## Fonds Tallandier-Dumoncel
En 2008, Un fonds Tallandier a été constitué à l'Institut mémoires de l'édition contemporaine (IMEC). Non clos, celui-ci est pour grande partie composé de contrats d’édition, de correspondances, de relevés de droits et d’états des stocks des livres publiés.

## Décorations
- Officier de la Légion d'honneur (décret du 12 juillet 1977) en tant que président-directeur général des Éditions Tallandier
- Commandeur de l'ordre des Arts et des Lettres (arrêté du 22 décembre 2006) en tant que président d'honneur des Éditions Tallandier[10]

## Hommages
- Depuis 1946, la rue Rémy-Dumoncel à Paris porte le nom de son père, mort en déportation en 1945.
- Depuis octobre 2014, la rue Rémy et Maurice Dumoncel honore la mémoire de Maurice Dumoncel et de son père à Douzillac (Dordogne)[11].